# Kantar TNS MB
Kantar TNS MB, anciennement Taylor Nelson Sofres ou TNS Sofres (Société française d'enquêtes par sondages), est une entreprise de sondages française, créée en 1963 par Pierre Weill. Kantar TNS MB fait partie du groupe international d'études marketing et de sondages TNS acquis par WPP et intégré à Kantar en 2008.
Kantar TNS devient Kantar Public puis Verian en 2023.

## Histoire (chronologie)
- 1963 : création de la Sofres par Pierre Weill.
- 1992 : la Sofres acquiert Secodip.
- 1995 : la Sofres acquiert le réseau Frank Small en Asie.
- 1997 : la Sofres acquiert Intersearch (États-Unis).
- 1997 : Taylor Nelson AGB et la Sofres fusionnent ; naissance de Taylor Nelson Sofres.
- 2003 : le groupe Taylor Nelson Sofres devient TNS et acquiert NFO.
- 2008 : rachat du groupe TNS par WPP pour 1,5 milliard d’euros. Il intègre Kantar, le réseau mondial Études de WPP.
  - novembre 2008, le groupe britannique WPP délocalise son siège à Jersey[4].
- 2009 : TNS Sofres et Research International se rapprochent[5],[6].
  - mai 2009, Martin Sorrell le PDG du groupe WPP, lance un plan d'économie visant la diminution de 6 % ses effectifs afin d’arriver à un nombre d’employés, au sein du groupe, de 106 000[7].
  - août 2009, un projet de plan de sauvegarde de l'emploi (PSE) est présenté aux représentants du personnel des établissements de TNS Sofres Montrouge et Research International dans le cadre de la fusion des deux sociétés. Ce plan projette la suppression de 59 postes et la création de 11 sur un total de plus de 600 employés. À l'issue du PSE, Marc Papanicola (DG de Research International France) et Yannick Carriou (DG de TNS Sofres) décident de quitter la société « fusionnée »[8].
- septembre 2010 : Edouard Lecerf et Laurent Guillaume sont nommés DG de TNS Sofres.
- novembre 2014 : Laurent Guillaume, DG & CEO TNS Sofres ; Edouard Lecerf rejoint le groupe TNS en tant que directeur monde des activités Politique & Opinion ; Emmanuel Rivière, directeur Stratégies d'opinion ; Guénaëlle Gault, Chief digital Officer TNS Europe du Sud-France-Benelux.
- août 2015 : TNS Sofres s'installe à Paris, 3 avenue Pierre-Masse, dans le XIVe arrondissement.
- 2016 : la société prend le nom de Kantar TNS.
- 14 février 2018 : Jean-Michel Janoueix est remplacé par Ketty De Falco.
- 12 janvier 2019 : Taylor Nelson Sofres fusionne avec Millword Brown[9] et prend le nom de Kantar TNS MB[10].

### Identité visuelle (logo)

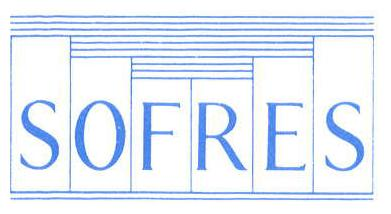
Logotype de la Sofres (-1992).
Logotype de la Sofres (1992-1999).
Logotype (avril 2003-janvier 2012).
Logotype de TNS Sofres (2012-2016).
Logo Kantar TNS.

## Élections
La Sofres réalise, dès la fin des années 1960, des estimations des résultats lors des élections nationales pour le compte de l'ORTF, puis de TF1. De 2009 à 2012, elle assure le service pour France 2, France 3 et les radios du service public (France Inter et France Info notamment), en partenariat avec Logica.
Pour l'élection présidentielle et les élections législatives de 2012 ainsi que les élections municipales et européennes de 2014, TNS Sofres s'associe avec Sopra pour réaliser des estimations pour TF1.

## Polémiques

### Validité d'un sondage (2011)
Le 25 mai 2011, un sondage commandé à l'entreprise TNS Sofres par Le Nouvel Observateur place François Hollande en tête aux premier et second tours de l'élection présidentielle. Jusque-là placé en troisième position, il devance largement Martine Aubry, suscitant la suspicion de Jean-Luc Mélenchon. 
Dans une mise au point datée du 31 mai 2011, la Commission des sondages « exprime des réserves sur le caractère significatif des intentions de vote publiées qui ne reflètent pas les résultats de l’enquête. »

### Conflit d'intérêt
Sébastien Auzière, le fils de Brigitte Macron devient, en janvier 2016, senior vice-président de la société Kantar, ce qui suscite des rejets de certains sondages, notamment avec Marine Le Pen.